# Namibia Democratic Movement for Change
Die Democratic Movement for Change, kurz NamDMC oder NamibiaDMC, war eine christlich-demokratische Partei in Namibia. Sie wurde im Oktober 2003 gegründet. Parteigründer und Vorsitzender war Frans ǀGôagoseb.
Joseph Kauandenge war bis August 2010 Generalsekretär der Partei, wurde jedoch ohne Angabe von Gründen entlassen.
Im März 2012 wurde die Partei durch den Vorsitzenden ǀGôagoseb aufgelöst und die Austragung aus dem Parteienregister beantragt. Laut Aussage des Vorsitzenden liegt der Grund in der Tatsache, dass kleine Parteien keine Möglichkeit gegen die Übermacht der SWAPO haben und ihre Mitglieder lieber der SWAPO beitreten sollten, um so von innen heraus etwas zu bewirken. ǀGôagoseb geht davon aus, dass 90 Prozent seiner Parteimitglieder zur SWAPO wechseln werden. Schlussendlich wurde die Partei Anfang 2024 deregistriert.

## Wahlergebnisse

### Parlament
| Parlamentswahl | Stimmenanteile | Sitze |
| -------------- | -------------- | ----- |
| 2009           | 0,22 %         | 0/72  |
| 2004           | 0,50 %         | 0/72  |

### Präsident
| Präsidentschaftswahl | Kandidat        | Stimmen | Stimmenanteil |
| -------------------- | --------------- | ------- | ------------- |
| 2009                 | Frans ǀGôagoseb | 1.760   | 0,22 %        |

### Kommunen
| Parlamentswahl | Sitze | Kommunen |
| -------------- | ----- | -------- |
| 2010           |       |          |
| 2004           | 2/288 |          |